# Château de Senonnes
Le château de Senonnes est situé en Mayenne, dans le bourg de Senonnes. Avec son terrain d'assiette archéologique, il a été classé monument historique par arrêté du 17 février 1988.

## Description
L'abbé Angot décrit au début du XXe siècle le château comme une masse imposante et sombre, situé dans le bourg, qui s'en va en ruines, quoique habité en partie par le fermier. On n'y a employé que le schiste ardoisier du pays qui ne se prête à aucun travail d'art. Deux étagements d'ouvertures, portes, fenêtres et lucarnes, dans l'angle Sud-Ouest de la cour, ont seuls quelque caractère. Il existait un mur d'enceinte dont une tour, maintenant isolée, faisait partie.
Le château n'est pas aussi ancien qu'on pourrait le supposer puisque la décoration comporte les armoiries d'Adrienne de Salles, probablement veuve alors.

## Historique

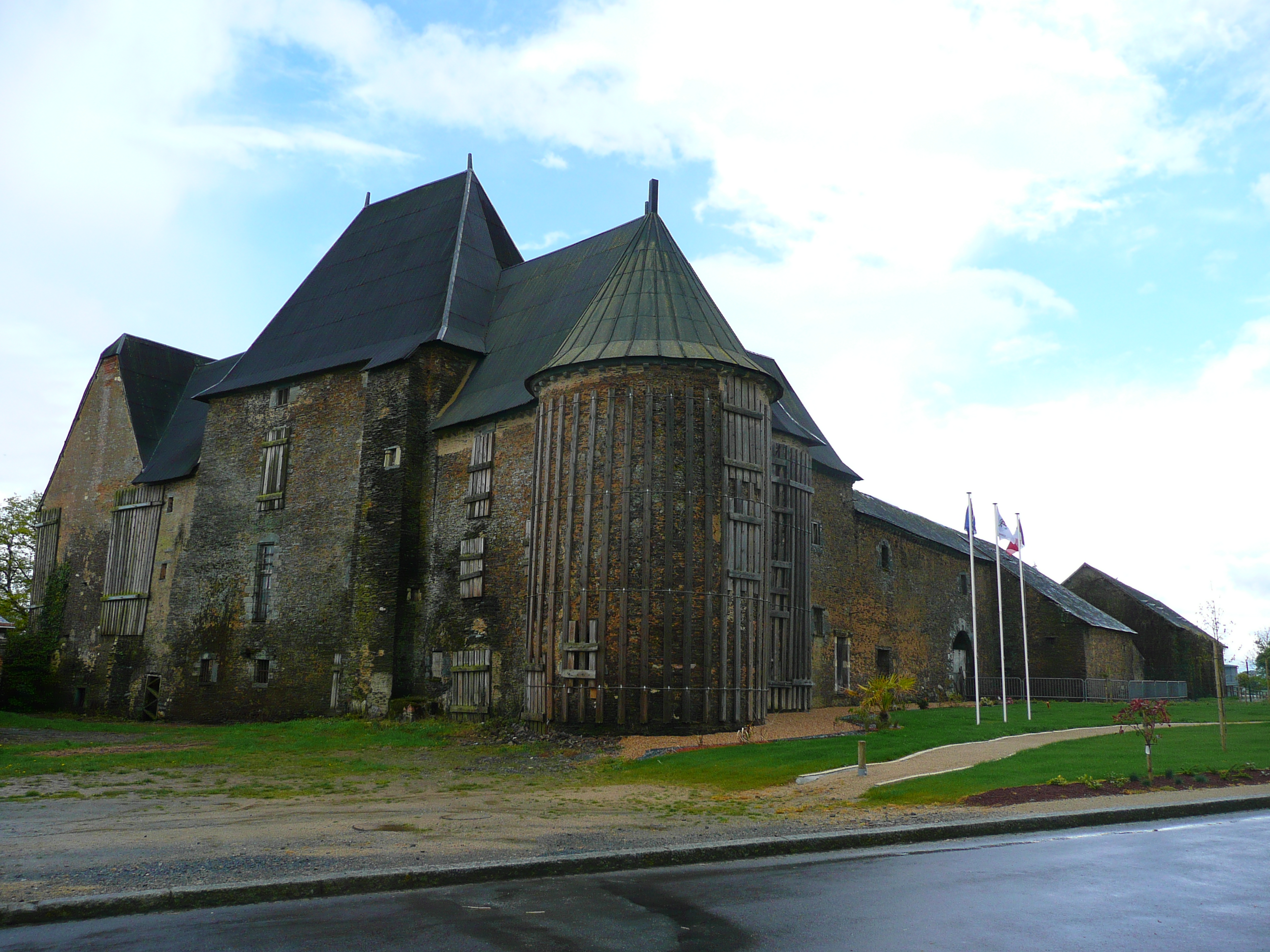
Le château de Senonnes en 2012.

La seigneurie de Senonnes relevait de Pouancé à charge de 9# et 78 truelles d'avoine du devoir et 40 jours de garde au château.
En 1570, Jeanne Deffay, veuve de François Le Poulchre, était créancière de Jean du Boisjourdan. Antoine du Boisjourdan, fils du précédent consentit envers François Le Poulchre, sans doute fils de la dame veuve de la Benestaie, une obligation de 1153 écus, et il s'acquitta le 6 août 1592. Néanmoins Jean-Marquis de la Motre, héritier de la demoiselle de Sévigné, elle-même héritière des Le Poulchre, réclamait en 1623 le montant de l'obligation à François du Boisjourdan, fils du souscripteur. Mais ce dernier produisit la quittance.

## Liste des seigneurs

### Famille de Tinténiac
- Olivier de Tinténiac, 1332 ;
- Guillaume de Tinténiac, 1351, seigneur du Plessis-Meslé, mari de Béatrix du Matz, dame du bourg de Marcillé en Bretagne, morte très âgée en 1405 ;
- Guillaume de Tinténiac, mari de Jeanne de Boishamon, 1391, mort avant 1413 ;
- Pierre de Tinténiac, époux de Nicole de Mathefelon, fonde une chapelle à Carbay pour ses père et mère qu'il nomme, 1438, 1458 ; il mourut sans enfants ;
- Henri de Tinténiac, frère du précédent, mari de Jeanne Chédane, mort sans enfants avant 1465 ;

### Famille Le Poulchre
- François Le Poulchre vécut de 1520 à 1594 environ. Il était seigneur de la Motte-Mesmé, Senonnes, Brécharnon... Il est acquéreur avant 1537 de Michel de la Chapelle et de Marguerite Tierry, sa mère[2]. En 1548, il était maître d'hôtel de la reine de Navarre. En 1576, il est dit chevalier de l'ordre du roi et capitaine de 50 hommes d'armes. Il est le père de l'écrivain François Le Poulchre ;
- Alexandre Le Poulchre, fils du précédent, habitait le château de Senonnes, et y décéda[3]. Il mourut vers 1580, en pleine période de guerres de religion[4]. Le château de Senonnes échut à Jeanne Le Poulchre, épouse de René de la Motte-Baracé[5];
- Philippe Le Poulchre, 1601, 1607 ;
- Marie Le Poulchre, veuve de Jacques de Sévigné, seigneur de Champiré-Baraton, 1607, 1616 ;

### Famille de la Motte-Baracé

Armes des La Motte-Baracé

- Jean de la Motte-Baracé, époux de Pétronille Le Cornu , vécut de 1568 à 1637[6]. Il prit part au siège d'Amiens en 1592 et fut renvoyé à Sablé pour y tenir garnison et empêcher les ennemis de passer les rivières de Sarthe et Mayenne en 1597. Il est seigneur de Senonnes en 1624. Il eut 6 enfants à Senonnes[7]dont Pierre qui suit[8] ;
- Pierre de la Motte-Baracé, fils aîné du précédent, épousa Adrienne de Salles[9]  le 23 février 1645. Il vécut de 1613 à 1695. En 1635, il suivit l'armée en Hollande, c'était alors l'époque de la guerre de Trente Ans au temps de Richelieu. Après 1645, date de son mariage, il résida à Senonnes. Il se plut à faire embellir l'église paroissiale et fit mettre sur le côté sud du transept un cadran solaire portant ses armes, puis les monogrammes du Christ et de la Vierge. Ce cadran est conservé à la cure de Senonnes. Adrienne de Salles, châtelaine du XVIIe siècle eut 13 enfants[10]. Parmi les enfants[11], dont l'aîné fut Jean qui suivra, le plus illustre est Philippe-Claude de la Motte-Baracé ;
- Jean de la Motte-Baracé, # époux de Radegonde du Plessis-Thomas (morte en 1676) d'où Radegonde-Elisabeth, 1671 ; # époux de Marguerite de Raccapé, avec laquelle il habitait la Motte-Baracé, 1698, 1745 ;
- Jean-Marquis de la Motte-Baracé, marquis de la Motte de Senonnes, époux de Suzanne-Elisabeth Prévost (1663-1734) commanda l'arrière-ban de la noblesse d'Anjou[12]. Il eut 6 enfants[13] dont Pierre-Louis, né en 1716 ;
- Pierre-Louis de la Motte-Baracé, époux de Catherine-Françoise Rieu, vécut de 1708 à 1758. Il fut capitaine au Régiment du roi Louis XV. Il vendit en 1757, le château et la terre de la Motte-Baracé. Catherine  Rieu, devenue veuve dès 1758 s'en alla demeurer à Paris, où elle se remaria avec un ingénieur en chef du Corps Royal du Génie, le chevalier Élie-Marie Pierron. Elle avait eu de son premier mariage plusieurs enfants nés à Senonnes, mais élevés à Paris : Désiré-Pierre-Benjamin, 1756 ; Elisabeth (1759-1828)[14] et François-Pierre ;
- François-Pierre de La Motte-Baracé devint officier sous Louis XVI, et en 1787, il entra dans la noblesse de cour. Il quitta Senonnes avec sa femme pour Paris. Suivant la coutume, ils affermèrent la régie de leur seigneurie de Senonnes à un intendant : Cyr Nicolas du Crest de Lorgerie[15]. Un contrat fut passé à cet effet pour 9 années de 1785 à 1794. A dater de 1785, ce fut donc Cyr Nicolas du Crest de Lorgerie qui commanda : Procureur, Sénéchal, Notaire, Greffier, Gardes attachés à la châtellenie de Senonnes. Le marquis et la marquise sont guillotinés à Paris le 7 avril 1794 ;
- Le manoir de Senonnes, le domaine, les métairies de Bruyères, des Fosses, de la Menétaie, un bois taillis de 200 journaux, Brécharnon, furent restitués en 1798, à Pierre-Vincent-Gatien, Alexandre et Marie-Alexandrine, enfants de François-Pierre de la Motte de Senonnes.